# Jolanta Szymanková-Dereszová
Jolanta Dorota Szymanková-Dereszová (12. července 1954, Przedbórz, Polsko – 10. dubna 2010, Pečersk, Rusko) byla polská politička a právnička.

## Životopis
Pocházela z právnické rodiny: její otec Tadeusz Szymanek byl soudce Nejvyššího soudu. Po absolvování gymnázia nastoupila na Univerzitu v Lodži, ale po dvou letech přešla na Varšavskou univerzitu. V roce 1977 promovala na Fakultě práva a správy Varšavské univerzity. V roce 1987 složila advokátní zkoušky a začala pracovat v advokátní kanceláři. V letech 1979 až 1990 byla členkou Polské sjednocené dělnické strany. V letech 2000 až 2005 byla vedoucí kanceláře prezidenta republiky. V letech 2005 a 2007 byla zvolena poslankyní Sejmu, v roce 2009 neúspěšně kandidovala do Evropského parlamentu.
Zemřela při leteckém neštěstí u ruského Smolensku 10. dubna 2010. Posmrtně obdržela Velitelský kříž s hvězdou Řádu Polonia Restituta (Krzyż Komandorski z Gwiazdą Orderu Odrodzenia Polski).